# Bretonka
Bretonka – obraz polskiej malarki Olgi Boznańskiej.

## Okoliczności powstania
Obraz został namalowany w 1890 roku, a na widok publiczny wystawiono go po raz pierwszy w 1898 roku w Galerie Georges Thomas w Paryżu. Od momentu krakowskiej wystawy retrospektywnej w 1960 roku w Muzeum Narodowym w Krakowie znany jest pod tytułem Bretonka, choć prawdopodobnie nie przedstawia krajobrazu bretońskiego. Czerwona barwa świątyni sugeruje, że przedstawiony został kościół z cegły, podczas gdy w Bretanii jako materiał budowlany dla świątyń dominował szary kamień.

## Analiza
Obraz przedstawia siedzącą w oknie postać dziewczyny, odbijającą się w szybie okiennej. W tle obrazu znajduje się gotycki kościół. Dziewczyna jest łącznikiem pomiędzy światem zewnętrznym, który został dokładnie przedstawiony, a ledwie zaznaczonym, niewyraźnym wnętrzem.